# Ленинградка (В сорок первом)
«Ленинградка (В сорок первом)» — картина народного художника СССР Бориса Сергеевича Угарова (1922—1991), созданная в 1961 году. За картины «Ленинградка (В сорок первом)», «В родные места», «Возвращение» Б. С. Угаров был удостоен золотой медали имени М. Грекова. По мнению В. А. Леняшина, одного из исследователей творчества Б. С. Угарова, «для любителей изобразительного искусства он прежде всего является автором картины „Ленинградка“ (В сорок первом)».

## История
Созданию картины предшествовал долгий путь. Важнейшим его этапом стала война. В 1941 году Б. С. Угаров добровольцем ушёл в народное ополчение. Художник вспоминал позднее, что его часть стояла под Ижорским заводом, у станции Понтонная. «Мы двигались к передовой, а навстречу нам шли ленинградцы, возвращавшиеся с рытья окопов, в основном это были женщины. Враг затягивал кольцо блокады, шел первый снег, мороз начинал сковывать Неву. По этим воспоминаниям мною был сделан первый набросок: дорога от Понтонной к фанерному заводу, слева железнодорожный мост. Идут бойцы, а навстречу им — женщины, возвращающиеся с окопных работ».
Демобилизовавшись и поступив на первый курс живописного факультета ЛИЖСА имени И. Е. Репина, Б. С. Угаров в декабре 1945 года оставил в своём дневнике следующую запись:

«Очень волнует тема Ленинграда в блокаде. Мне хочется передать хоть частичку тех чувств и переживаний, которые владели ленинградцами в те времена… Мороз, при котором трудно дышится, стоит над Ленинградом. Набережная Невы. Одинокие человеческие фигурки передвигаются по глубокому снегу… Это муж, жена и ребёнок. Они идут плетущейся походкой, еле передвигая ноги от слабости. Вдруг человек в чёрном пальто упал… Ребёнок с удивлением смотрит на отца, он не понимает, что с ним. „Папа, встань!..“ Но отец не встает, он умер… Жена от бессилия своего теряет самообладание, и крик отчаяния и проклятия безмолвно отпечатывается на лице её и фигуре».

Приступить к осуществлению своего замысла художник смог только ещё через 15 лет, будучи уже зрелым мастером. В 1960 году им был сделан первый карандашный эскиз, скорее даже набросок-воспоминание, как характеризовал его сам художник. Постепенно замысел уточнялся, приобретал большую определённость, однако окончательно композиция сложилась уже при работе над самим холстом и продолжалась в течение года.
Лицо героини доминирует в картине, является её психологическим центром. Но не случайно, отмечает В. А. Леняшин, «оно сдвинуто к краю холста и его восприятию предшествуют короткие мгновения, когда мы воспринимаем холст в целом, впитываем в себя промозглый зимний воздух, всматриваемся в так дорогие каждому ленинградцу дома, напоминающие крепостные стены своей настороженной суровостью».
Работая над картиной, автор вспоминал многих женщин-ленинградок, вынесших на своих плечах тяжесть войны, но писал одну. И в ней воплотились все. «Образ вспыхнул перед его мысленным взором мгновенным, проникающим в сердце стоп-кадром. За трагической красотой её облика встает галерея воспетых отечественным искусством и литературой русских женщин, вопреки всему, наперекор судьбе исполняющих свой нравственный долг».
Колористическое решение картины строится на резком столкновении темных и светлых тонов, цвет как таковой, по мнению И. А. Бродского, сведен к минимуму: «серо-свинцовая, до черноты, вода реки, черные и серые одежды людей, черные баржи и — снег, незатоптанный белый снег зимы сорок первого года… Несколько оттенков коричневато-охристого не вносят разнообразия и теплоты в эту холодную и, по сути дела, монохромную гамму. Большие плоскости светлого и темного, почти без полутонов, проложены широкой кистью, все формы строятся резкими по контуру силуэтами — темными на светлом или светлыми на темном. Холодное белое и холодное чёрное в их жестком контрасте — цвет мороза, цвет голода, цвет блокады — вот колористический ключ темы».
Впервые картина была показана в 1961 году на ежегодной выставке ленинградских художников в Русском музее. Позднее в том же году экспонировалась в Москве на Всесоюзной выставке. В дальнейшем работа неоднократно экспонировалась на крупнейших художественных выставках.

## Критика
Композицию холста В. А. Леняшину хочется назвать «композицией преодоления». «Кажущаяся бесконечной лента домов и реки, уходящие за раму металлические балки, небольшие фигурки па заднем плане расширяют границы изображенного, создают впечатление огромного пространства, которое преодолевает эта женщина, воплощающая гордую, свободолюбивую душу Ленинграда».
По мнению А. И. Бродского, Б. Угаров не склонен упрощать сложные явления действительности. «Он избегает и тени напускного бодрячества, он остается верен правде, какой бы она ни была горькой и трудной. Но при всем том у него эта суровая правда не становится правдой жестокой, она не подавляет. Напротив, она сливается с пафосом утверждения положительного, возвышенного начала, воплощенного в образе героини картины. Жизнеутверждение в конечном итоге берет верх над трагедийностью. Произведение, созданное на тему, исключающую, казалось бы, всякую мысль об оптимизме, оказывается проникнутым волевым, активным мироощущением. Оно внушает зрителю чувство гордости человеком, безграничностью его мужества и духовных сил, внушает веру в конечное торжество жизни над силами зла, света над тьмой, веру в победу гуманистических идеалов над бесчеловечием войны.»
В тесном единстве с образом женщины-ленинградки, связанный с нею как в композиционно-пластическом, так и в смысловом отношении, воспринимается образ города. О городском пейзаже в картине Б. Д. Сурис говорит, что «здесь он не просто фон. Он составляет эмоциональную среду, в которой не только разворачивается действие, но которая и сама играет свою роль в представшей нашим глазам драме.»
На активную роль пейзажа обращает внимание и О. Немиро, отмечая, что пейзажный фон подчёркивает трагедийный и одновременно оптимистический пафос произведения. По мнению А. Ф. Дмитренко, в картине «Человек и блокадный Город предстают в трагедийном величии». По мнению В. А. Леняшина, «через живописное единство в нас ненавязчиво проникает важнейшая для художника мысль о духовном единстве сражавшихся вместе, плечом к плечу человека и города».